# (31125) 1997 SL1
1997 أس أل 1 (ويعرف أيضًا باسم (31125) 1997 أس أل 1 وفق تسمية الكوكب الصغير) (بالإنجليزية: 1997 SL1)‏ هو كويكب ضمن حزام الكويكبات؛ وترتيبه 31125 من حيث الاكتشاف.
اكتُشف هذا الجُرم الفلكي بواسطة George R. Viscome ‏ في 22 سبتمبر 1997.

## وصلات خارجية
- (31125) 1997 SL1 في قاعدة بيانات مختبر الدفع النفاث لأجرام النظام الشمسي الصغيرة

- الاكتشاف · مخطط المدار ·  العناصر المدارية · المعلمات المادية

- (31125) 1997 SL1 على موقع ويكي سكاي: DSS2, SDSS, GALEX, IRAS, Hydrogen α, X-Ray, Astrophoto, Sky Map, Articles and images